# Lyyra Filmi
Lyyra Filmi – fińska wytwórnia filmowa, sieć kin i firma dystrybucyjna założona w 1910 r. przez Hjalmara V.Pohjanheimo.
Początkowo firma działała jako sieć kin, a następnie przeszła do importu, eksportu i produkcji filmów. Od 1911 r. Lyyra produkowała kroniki filmowe (były to pierwsze fińskie kroniki filmowe). W 1913 r. wytwórnia zajęła się dystrybucją fińskiego filmu Sylvi. Następnie przeszła do produkcji filmów – do 1917 r. wyprodukowała 14 filmów fabularnych. Były to filmy rozrywkowe, ale też ambitne produkcje, przy których z wytwórnią współpracowali m.in. z Kaarle Halme (dyrektor teatralny i dramatopisarz), Yrjö Veijola (pisarz) oraz Eino Leino (poeta narodowy).
Była to firma rodzinna – oprócz Hjalmara pracowali w niej także inni członkowie rodziny –  żona Elina oraz ich czterej synowie (Adolf, Hilarius, Asser i Birger). Rodzina współpracowała przy różnych zadaniach. Np. w kinach Lyyra ojciec pracował jako szatniarz, matka szpedawała bilety, a synowie dzielili między sobą rolę biletera, operatorów projektora i skrzypka, grającego do filmu. W ramach produkcji filmowej synowie pisali scenariusze i kręcili krótkie, dziesięciominutowe filmiki komediowe lub detektywistyczne.
Wytwórnia odnosiła sukcesy, jednak w okresie I wojny światowej popadła w kłopoty finansowe. W 1922 r. Hjalmara Pohjanheimo sprzedał kino.

## Wybrane produkcje
- Verettömät (1913)
- Kosto on suloista (pl. "Zemsta jest słodka", 1913)
- Salainen perintömääräys (1913)[1]
- Nuori luotsi (pl. "Młody pilot)[2]